# Rifugio Carlo e Massimo Semenza
Il rifugio Carlo e Massimo Semenza è un rifugio situato nel comune di Tambre (BL), in Val de Piera, nelle Prealpi Venete (gruppo Col Nudo-Cavallo), a 2.020 m s.l.m.

## Storia

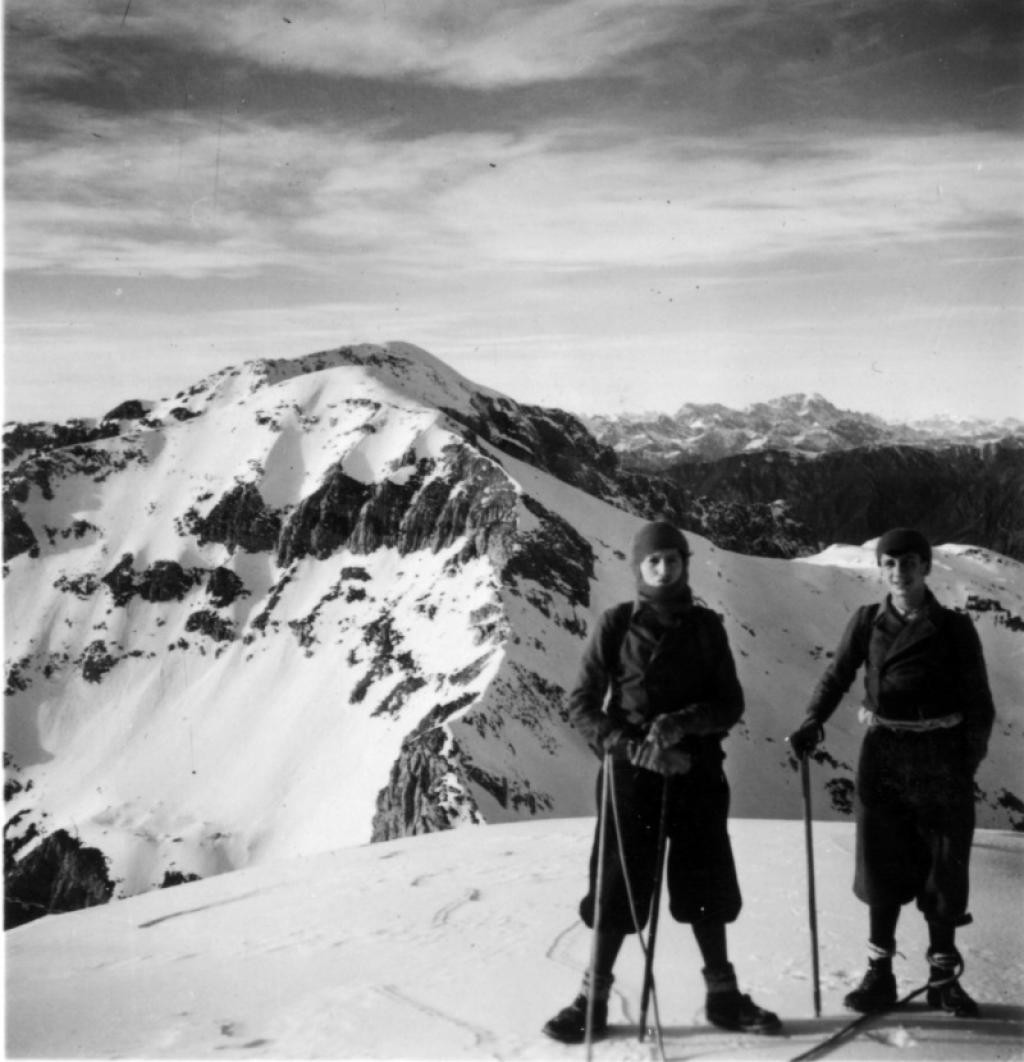
I fratelli Alessandro e Massimo Semenza sul monte Cavallo in invernale.

L'ingegnere Carlo Semenza, noto per la costruzione di molte dighe fra cui quella del Vajont, era anche un appassionato di montagna. Nel 1925 fondò la sezione del Club Alpino Italiano di Vittorio Veneto. Due settimane dopo la sua morte, il 13 novembre 1961, il Consiglio aprì una seduta straordinaria in cui deliberò la costruzione di un rifugio o bivacco in sua memoria.
Il 5 dicembre 1961 il Consiglio, alla presenza del sindaco e vice-sindaco di Tambre, deliberò la costruzione di un rifugio presso Forcella Lastè, fra i monti delle Prealpi Venete.
I lavori di costruzioni iniziarono l'anno seguente, nel giugno 1962. In quel periodo, dal 1959 al settembre 1965, era presidente della sezione CAI l'ingegnere Massimo Semenza, primo figlio di Carlo e alpinista, che morì il 1º luglio 1979, all'età di 57 anni. L'inaugurazione ufficiale avvenne il 22 settembre 1963.
Il 26 giugno 1983 venne inaugurato un bivacco invernale di nove posti letto e cambiato il nome del rifugio in rifugio Carlo e Massimo Semenza. L'anno seguente, nell'ottobre 1984, il bivacco venne spostato a Forcella Lastè, nella sua posizione attuale, con tre giorni di lavoro.

## Caratteristiche e informazioni

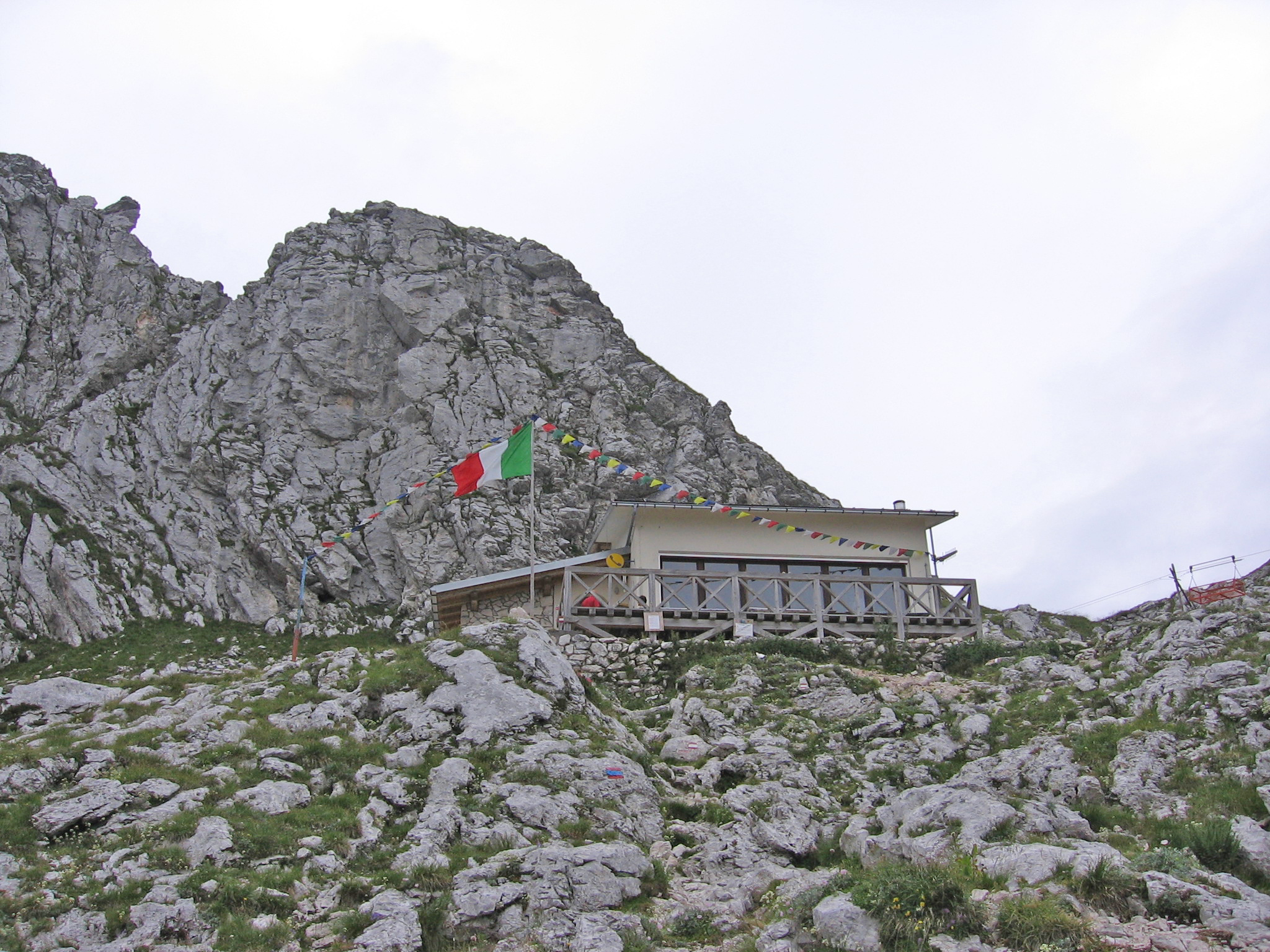
Il rifugio

Il rifugio è aperto tutti i giorni solo nel periodo estivo, dal 15 giugno al 15 settembre. È inoltre aperto nei fine settimana fino al mese di ottobre, finché le condizioni meteorologiche lo permettono.
Il rifugio è dotato di 18 posti letto, servizi igienici e telefono utilizzabile in caso di emergenza. L'energia elettrica viene fornita grazie a un sistema di pannelli fotovoltaici.

## Accessi

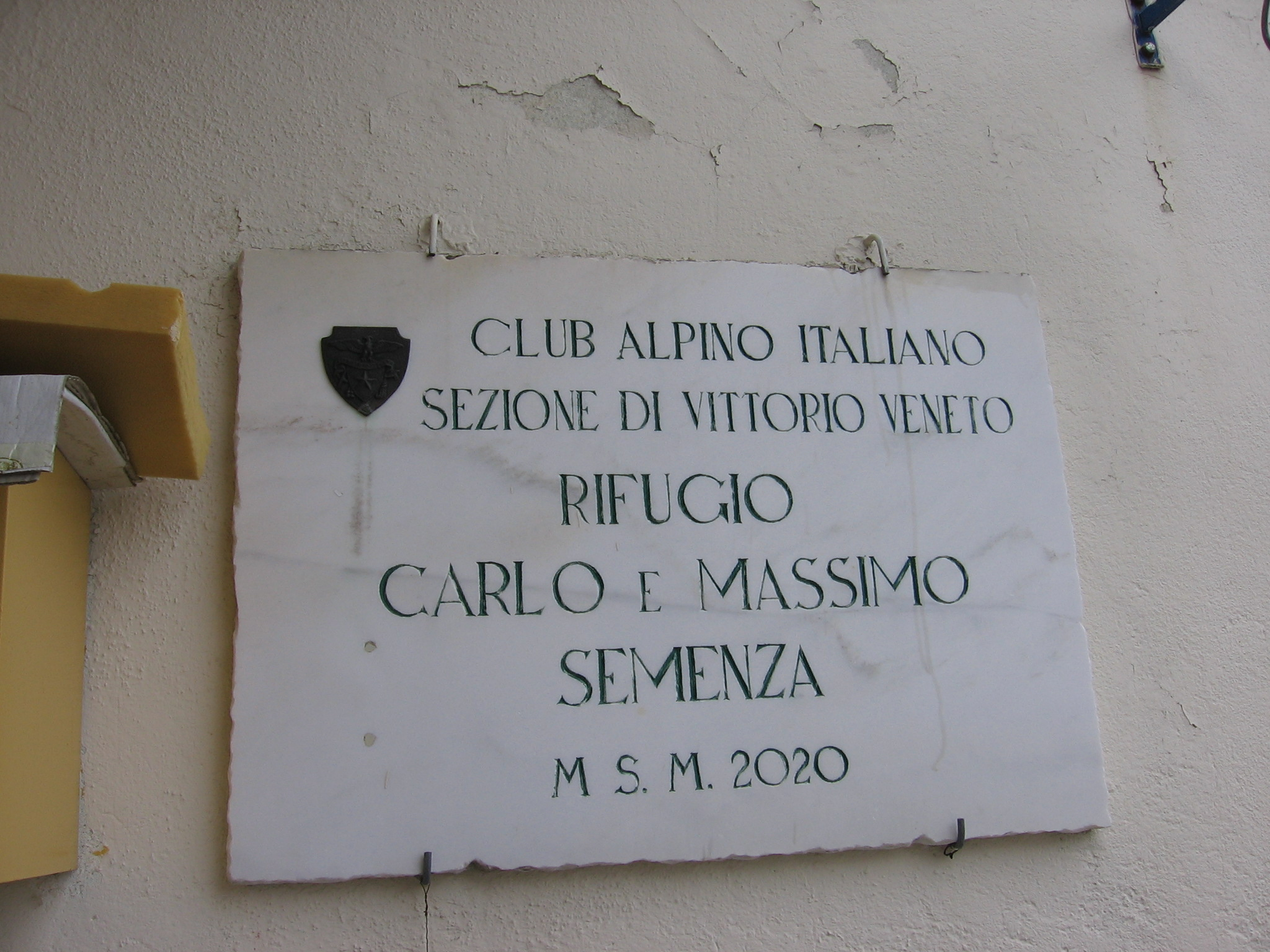
Targa posta vicino all'ingresso del rifugio

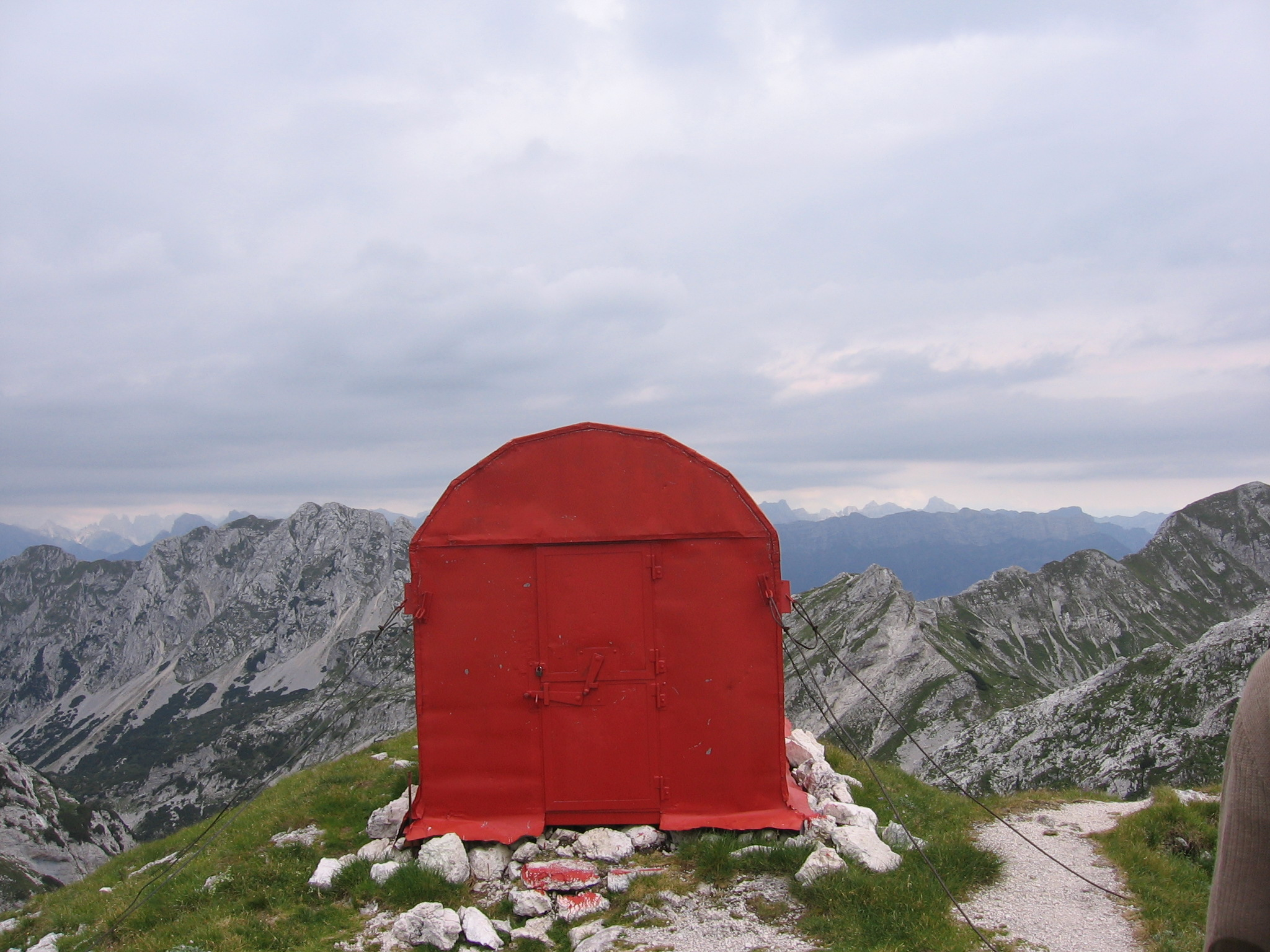
Il bivacco invernale

Il rifugio è raggiungibile solo a piedi attraverso i seguenti sentieri:
- Da Pian Lastre con il sentiero 926. Percorrenza: 2 h - Dislivello: 800 m - Difficoltà: E
- Da Pian Lastre con il sentiero 923. Rispetto al precedente questo itinerario presenta un ripido tratto prima di unirsi al sentiero 926. Percorrenza: 2 h - Dislivello: 800 m - Difficoltà: E
- Dal Cansiglio si prende il sentiero 922 dalla località Canaie fino a Casera Palantina. Raggiunta la casera il sentiero aggira il Col del Cuc, congiungendosi poi con il sentiero 923. Percorrenza: 3,45 h - Dislivello: 1000 m - Difficoltà: E
- Da Casera Pal (poco distante dall'agriturismo Cate) per il sentiero 924 che attraversa la Val Sperlonga. Percorrenza: 4 h - Dislivello: 1000 m - Difficoltà: E
- Da Piancavallo (Pian delle More) con il sentiero 925. Percorrenza: 4 h - Dislivello: 850 m - Difficoltà: E

## Ascensioni
- Cimon del Cavallo o Cima Manera (2251 m s.l.m.). Percorrenza: 1 h - difficoltà: EEA
- Cimon d'Alpago o Cima Lastè (2247 m s.l.m.). Percorrenza: 0,30 h - difficoltà: E
- Cimon di Palantina (2190 m s.l.m.). Percorrenza: 1,30 h - difficoltà: EEA
- Monte Cornor (2099 m s.l.m.). Percorrenza: 0,45 h - difficoltà: EE
- Monte Caulana (2068 m s.l.m.). Percorrenza: 1,30 h - difficoltà: EE

## Traversate
- Alta via n. 6 dei Silenzi (dalle Sorgenti del Piave a Vittorio Veneto) - E/EE (EEA su alcune varianti)
- Alta via n. 7 di Patera (da Ponte nelle Alpi a Tambre) - EE/EEA
- Bivacco Toffolon/Forcella Antander: percorrenza: 8 h - difficoltà: EEA